# Republica Democrată Georgia
Republica Democrată Georgia (în georgiană საქართველოს დემოკრატიული რესპუბლიკა, transliterat: sak̕art̕velos demokratiuli respublika), 1918–1921, a fost primul stat modern independent georgian.
Republica Democrată Georgia a fost înființată după prăbușirea Imperiului Rus începută cu Revoluția Rusă din 1917. Se învecina la nord cu  Republica Populară Kuban și cu Republica Muntoasă a Caucazului de Nord, la sud cu Imperiul Otoman și cu Republica Democrată Armenia, și cu Republica Democrată Azerbaidjan la sud-est. Aria sa totală era de aproximativ 107.600 km² (spre comparație cu aria totală actuală a Georgiei de 69.700 km²), și avea o populație de 2,5 milioane de locuitori.
Capitala Georgiei era orașul Tbilisi, iar limba oficială era georgiana. Proclamată la 26 mai 1918, după destrămarea Federației Transcaucaziene, ea a fost condusă de partidul menșevic, de orientare social-democrată. Confruntat cu permanente probleme interne și externe, tânărul stat nu a reușit să reziste invaziei Armatei Roșii din Rusia Sovietică, și s-a prăbușit în februarie și martie 1921, devenind republică sovietică.

## Context
După Revoluția din Februarie 1917 și după prăbușirea administrației țariste în Caucaz, puterea a fost deținută de Comisia Specială Transcaucaziană (Ozakom, prescurtare de la Osobîi Zakavkazskii Komitet) al Guvernului Provizoriu. Toate sovietele din Georgia erau controlate ferm de către menșevici, care au urmat exemplul Sovietului Petrograd și au susținut Guvernul Provizoriu. Lovitura de stat din Octombrie a schimbat drastic situația. Sovietele caucaziene au refuzat să recunoască regimul lui Lenin. Amenințarea soldaților dezertori bolșevici din fosta armată a Caucazului, din ce în ce mai mulți, conflictele interetnice și anarhia din regiune i-au obligat pe politicienii georgieni, armeni și azeri să înființeze o autoritate regională unificată, denumită „Comisariatul Transcaucazian” (14 noiembrie 1917) și apoi și un legislativ, Seimul (23 ianuarie 1918). La 22 aprilie 1918, Seimul a declarat independența unei federații democratice Transcaucaziene.
Numeroși georgieni, influențați de ideile lui Ilia Chavchavadze și ale altor intelectuali de la sfârșitul secolului al XIX-lea, au insistat pentru independența națională. O mișcare culturală națională a fost întărită și mai mult prin restaurarea autocefaliei Bisericii Ortodoxe Georgiene (12 martie 1917) și prin înființarea unei universități în Tbilisi (1918). Menșevicii georgieni, însă, priveau independența față de Rusia ca prim pas împotriva revoluției bolșevice și considerau apelurile pentru independența Georgiei șovine și separatiste. Uniunea Transcaucazului a fost, însă, de scurtă durată. Subminată de tensiunile interne crescânde și de presiunea din partea imperiilor German și Otoman, federația s-a prăbușit la 26 mai 1918 când Georgia și-a declarat independența, urmată de Armenia și de Azerbaidjan în următoarele două zile.

## Istoria

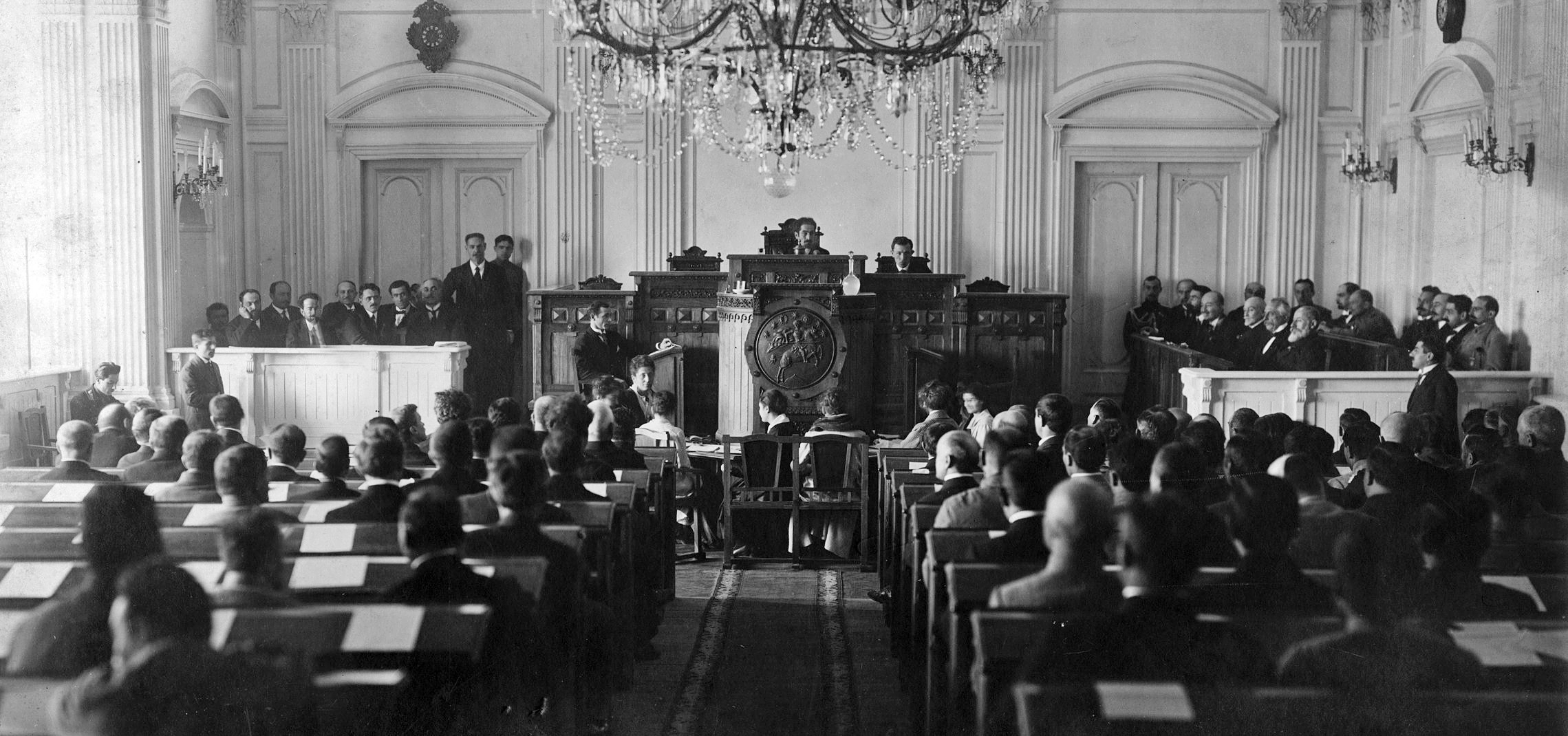
Ședința Consiliului Național din 26 mai 1918

Independența Georgiei a fost imediat recunoscută de Germania și de Imperiul Otoman. Tânărul stat a trebuit să se pună sub protecție germană și să cedeze regiunile sale locuite majoritar de musulmani (inclusiv orașele Batumi, Ardahan, Artvin, Akhaltsikhe și Akhalkalaki) guvernului otoman (tratatul de la Batumi, 4 iunie). Susținerea germană le-a permis, însă, georgienilor să respingă amenințarea bolșevică din Abhazia. Portul Batumi, ocupat de britanici, a rămas separat, însă, de Georgia până în 1920. La 25 decembrie 1918, o forță britanică a sosit în Tbilisi.
Relațiile Georgiei cu vecinii au fost tensionate. Dispute teritoriale cu Armenia, cu guvernul rușilor albi al lui Denikin și cu Azerbaidjanul au dus la conflicte armate în primele două cazuri. O misiune militară britanică a încercat să medieze aceste conflicte pentru a consolida toate forțele antibolșevice din regiune. Pentru a împiedica armata albă rusă să treacă granița în noile țări, comandantul britanic din regiune a trasat o linie de demarcație pe care lui Denikin nu i-a permis să o treacă, dând Georgiei și Azerbaidjanului un respiro temporar. Amenințarea invaziei albilor a determinat Georgia și Azerbaidjanul să semneze o alianță militară defensivă la 16 iunie 1919.

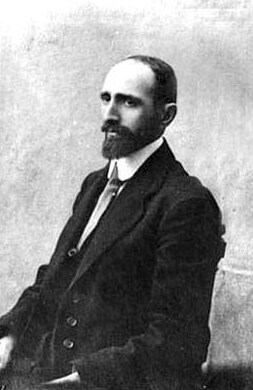
Noe Ramishvili a devenit primul lider al Republicii Democrate Georgia. În 1930, el avea să fie asasinat la Paris de un spion bolșevic

La 14 februarie 1919, Georgia a organizat alegeri parlamentare, care au fost câștigate de social-democrați cu 81,5% din voturi. La 21 martie, Noe Jordania a format un nou guvern, care a trebuit să se ocupe de răscoalele țărănești, instigate de activiștii bolșevici locali și susținute de Rusia, agravate în cazul în care erau implicate minorități etnice cum ar fi abhazii și oseții.
Reforma agrară a ajutat, însă, guvernul menșevic și în țară s-a stabilit un regim democratic multi-partid, spre deosebire de dictatura proletariatului înființată de bolșevici în Rusia. În 1919, s-au implementat reformele sistemului judiciar și s-a acordat autonomie locală. Abhazia a devenit regiune autonomă. Problemele etnice au rămas, însă, serioase, mai ales cele ale oseților cum s-a întâmplat în mai 1920. Unii contemporani au observat și curente naționaliste între menșevici.

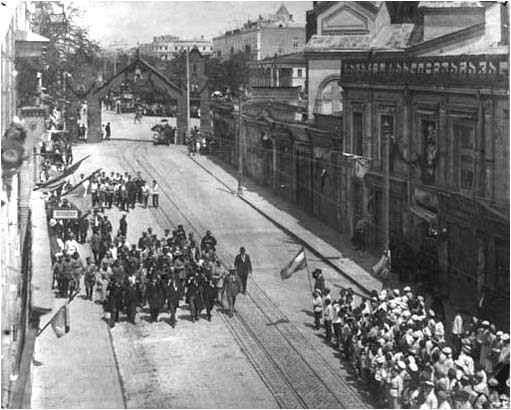
Liderii celei de a doua Internaționale vizitează Tbilisi, 1920

Anul 1920 a fost marcat de creșterea amenințării din partea Rusiei Sovietice. Odată cu înfrângerea albilor și cu avansul Armatei Roșii spre frontiera Caucazului, situația din jurul Georgiei a devenit extrem de tensionată. În ianuarie, conducerea sovietică a oferit Georgiei, Armeniei și Azerbaidjanului o formă de alianță împotriva armatelor albe din sudul Rusiei și din Caucaz. Guvernul RD Georgia a refuzat orice alianță militară, păstrându-și politica de neutralitate și neamestec, dar a sugerat inițierea negocierilor privind relațiile dintre țări în speranța că va obține recunoașterea independenței Georgiei de către Moscova. Liderii ruși au criticat agresiv respingerea alianței de către georgieni, iar comuniștii localnici au organizat proteste antiguvernamentale, care s-au încheiat fără succes.
În aprilie 1920, Armata Roșie a 11-a a înființat un regim sovietic în Azerbaidjan, iar bolșevicul georgian Grigori Ordjonikidze a cerut Moscovei permisiunea să pătrundă în Georgia. Deși Lenin și Sovnarkom nu au dat permisiunea oficială, bolșevicii locali au încercat să ocupe Școala Militară din Tbilisi ca pas preliminar într-o lovitură de stat la 3 mai 1920, dar au fost respinși de generalul Kvinitadze. Guvernul georgian a început mobilizarea și a l-a numit pe Kvinitadze în fruntea armatei. Între timp, ca răspuns la presupusa asistență dată de Georgia revoltei naționaliste din Ganja, trupele sovietice au încercat să pătrundă pe teritoriul Georgiei, fiind oprite de Kvinitadze în luptele de la Krasnîi Most. După câteva zile, la Moscova s-au reluat negocierile de pace. Prin controversatul tratat de pace de la Moscova din 7 mai, Rusia a recunoscut independența Georgiei în schimbul legalizării organizațiilor bolșevice și al promisiunii de a nu permite pătrunderea de trupe străine pe pământul georgian.
Refuzându-i-se admiterea în Liga Națiunilor la 16 decembrie 1920, Georgia a obținut recunoașterea de jure din partea Aliaților la 27 ianuarie 1921. Aceasta nu a împiedicat invazia sovietică de după o lună.
După ce Azerbaidjan și Armenia au fost sovietizate de Armata Roșie, Georgia s-a văzut înconjurată de republici sovietice ostile. În plus, britanicii deja evacuaseră Caucazul, și țara nu mai avea susținere din străinătate.
Conform surselor sovietice, relațiile cu Georgia s-au deteriorat din cauza presupuselor încălcări ale tratatului de pace, arestărilor bolșevicilor georgieni, obstrucționării convoaielor ce treceau către Armenia și suspiciunile că Georgia ajută rebelii înarmați din Caucazul de Nord. Pe de altă parte, Georgia acuza Moscova de alimentarea revoltelor antiguvernamentale în diverse regiuni ale țării, și de provocarea incidentelor din regiunea Zaqatala, zonă disputată cu Azerbaidjanul. Zona neutră Lorri a fost și ea o problemă, Armenia Sovietică cerând Georgiei să-și retragă trupele staționate în regiune de la căderea Republicii Democrate Armene.